# 湯川一行
湯川 一行（ゆかわ  かずゆき、1949年8月15日 - 2025年4月4日）は、日本の政治家。自由民主党所属の元衆議院議員（1期）。

## 経歴
1949年鹿児島県生まれ、出水市出身。日本大学法学部卒業。1973年自由民主党鹿児島県連職員となる。2005年自民党鹿児島県連事務局長就任。
2012年、第46回衆議院議員総選挙で比例九州ブロック単独38位で立候補し初当選。2014年、第47回衆議院議員総選挙の比例九州ブロック単独36位で落選。落選後、自民党鹿児島県連事務局長に復帰。2017年第48回衆議院議員総選挙で比例九州ブロック単独32位で落選。2019年県連事務局を退職。
2025年4月4日午後、誤嚥性肺炎のため出水市内の病院で死去した。75歳没。

## 政策・理念
- 憲法改正に賛成[3]。
- 女性宮家の創設に反対[3]。
- 復興予算は、被災地に限定して使うべき[3]。
- 政権公約（マニフェスト）は、必ず守るべき[3]。